# Ralph il Lupo e Sam Canepastore
Ralph il Lupo (Ralph Wolf) e Sam Canepastore (Sam Sheepdog) sono due personaggi dei cartoni animati apparsi nelle serie Looney Tunes e Merrie Melodies della Warner Bros.
Ralph il lupo (chiamato così in onore di un dipendente della ditta) ha praticamente lo stesso aspetto di un altro personaggio Warner: Willy il Coyote. Le uniche differenze fisiche sono il naso rosso e, nella maggior parte dei corti, gli occhi bianchi.
Sam è un imponente cane da pastore con un ciuffo rosso che tende a ostruirgli la visuale, è molto lento nei movimenti e alquanto sedentario ma possiede la forza e l'arguzia necessarie a smontare i piani di Ralph.

## Prime apparizioni
Ispirato dal cortometraggio di Friz Freleng Il lupo impacciato (The Sheepish Wolf) del 1942, il disegnatore di cartoni animati Chuck Jones creò Sam e Ralph per una serie di corti, il primo dei quali fu pubblicato il 3 gennaio 1953 col titolo Posa l'osso (Don't Give Up the Sheep).
La maggior parte dei cartoni cominciano con l'inizio della giornata di lavoro, in cui Ralph e Sam arrivano al pascolo dove sono radunate le pecore, scambiano due chiacchiere e timbrano il cartellino allo stesso orologio. In diverse occasioni, si rivela che Sam è alquanto impacciato, mentre Ralph è molto cauto a differenza di ciò che succede durante le ore di lavoro. Appena inizia la giornata lavorativa, però, i due diventano nemici giurati.
Ralph tenta ripetutamente di rapire le pecore ma fallisce inevitabilmente: o a causa della sua inettitudine o per un minimo sforzo di Sam (che punisce ripetutamente e brutalmente Ralph).
Al fischio di fine giornata i due timbrano ancora una volta il cartellino, chiacchierano amabilmente e se ne vanno, presumibilmente solo per ritornare il giorno dopo e ripetere l'intero copione. Viene inoltre rivelato che esiste anche un'altra coppia cane-lupo (Fred e lo stesso Willy) che lavora prima di loro (nel turno notturno).
In almeno un corto, la pausa pranzo interrompe il lavoro e i due mangiano amabilmente insieme e senza rancore. Se Sam stava picchiando Ralph, smette immediatamente per poi ricominciare subito dopo la pausa.
Sia Sam sia Ralph furono doppiati dall'attore Mel Blanc. Nei primi corti i nomi dei personaggi vengono confusi tra di loro e spesso anche con l'altra coppia del turno mattutino.
Il successo del cartone indusse Jones a ripetere l'esperimento altre cinque volte tra il 1953 e il 1962. Nel 1963 la regia venne invece affidata a Phil Monroe e Richard Thompson per il cortometraggio Tutto finì alle cinque (Woolen Under Where).

## Lista dei cortometraggi
La serie è composta da sette corti.
| # | Data di pubblicazione | Titolo                                             | Durata | Sceneggiatura   | Regia                         |
| - | --------------------- | -------------------------------------------------- | ------ | --------------- | ----------------------------- |
| 1 | 3 gennaio 1953        | Posa l'osso (Don't Give Up the Sheep)              | 6:55   | Michael Maltese | Charles M. Jones              |
| 2 | 11 dicembre 1954      | Pace e guerra (Sheep Ahoy)                         | 6:40   | Michael Maltese | Charles M. Jones              |
| 3 | 23 luglio 1955        | Nemici per la pelle (Double or Mutton)             | 6:35   | Michael Maltese | Charles M. Jones              |
| 4 | 8 giugno 1957         | Ladri e guardie (Steal Wool)                       | 6:50   | Michael Maltese | Chuck Jones                   |
| 5 | 30 luglio 1960        | Una ne fa, cento ne pensa (Ready, Woolen and Able) | 5:50   | Michael Maltese | Chuck Jones                   |
| 6 | 10 febbraio 1962      | I pascoli dell'olio (A Sheep in the Deep)          | 6:00   | Chuck Jones     | Chuck Jones, Maurice Noble    |
| 7 | 11 maggio 1963        | Tutto finì alle cinque (Woolen Under Where)        | 6:20   | Chuck Jones     | Phil Monroe, Richard Thompson |

## Apparizioni successive
Sam e Ralph sono apparsi in una manciata di progetti Warner Bros. prima della chiusura dello studio d'animazione. Sam ha un cameo nel film Chi ha incastrato Roger Rabbit del 1988 e entrambi appaiono nel fumetto dei Looney Tunes pubblicato dalla DC Comics. Appaiono di volta in volta nella serie televisiva The New Looney Tunes Show doppiati da Joe Alaskey.
Sam e Ralph appaiono inoltre come personaggi principali nel videogioco del 2001 Ralph il lupo all'attacco prodotto dalla Infogrames. Il gioco mette il giocatore nel ruolo di Ralph il lupo che deve rubare le pecore di Sam in modo furtivo ricorrendo all'ingegno e i congegni della ACME.
Sam e Ralph recitano anche un breve cameo nel film del 2003 Looney Tunes: Back in Action. Nel film, Sam e Ralph siedono allo stesso tavolo e stanno mangiando il pranzo, e quando Ralph rivela a Sam di aver finalmente catturato una pecora, Sam lo prende per il collo e lo picchia ripetutamente.
Sam appare anche nell'episodio Predatore di professione della serie animata Tazmania, quando è Taz a cercare di rapire le pecore.